# Wartislaw IV.

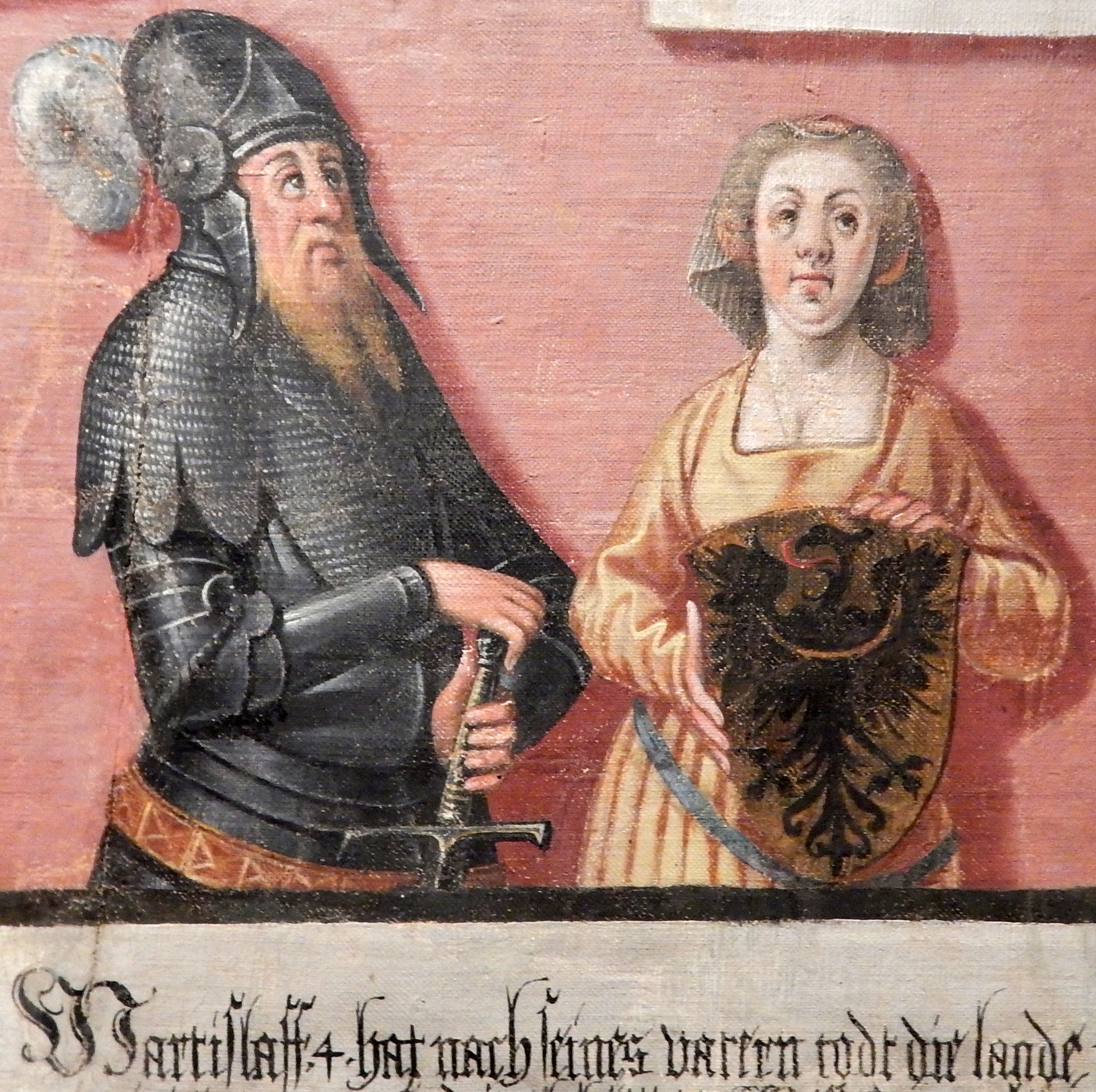
Herzog Wartislaw IV. und seine Gemahlin Elisabeth von Lindow-Ruppin, aus dem Stammbaum der Greifen von Cornelius Krommeny, 1598.

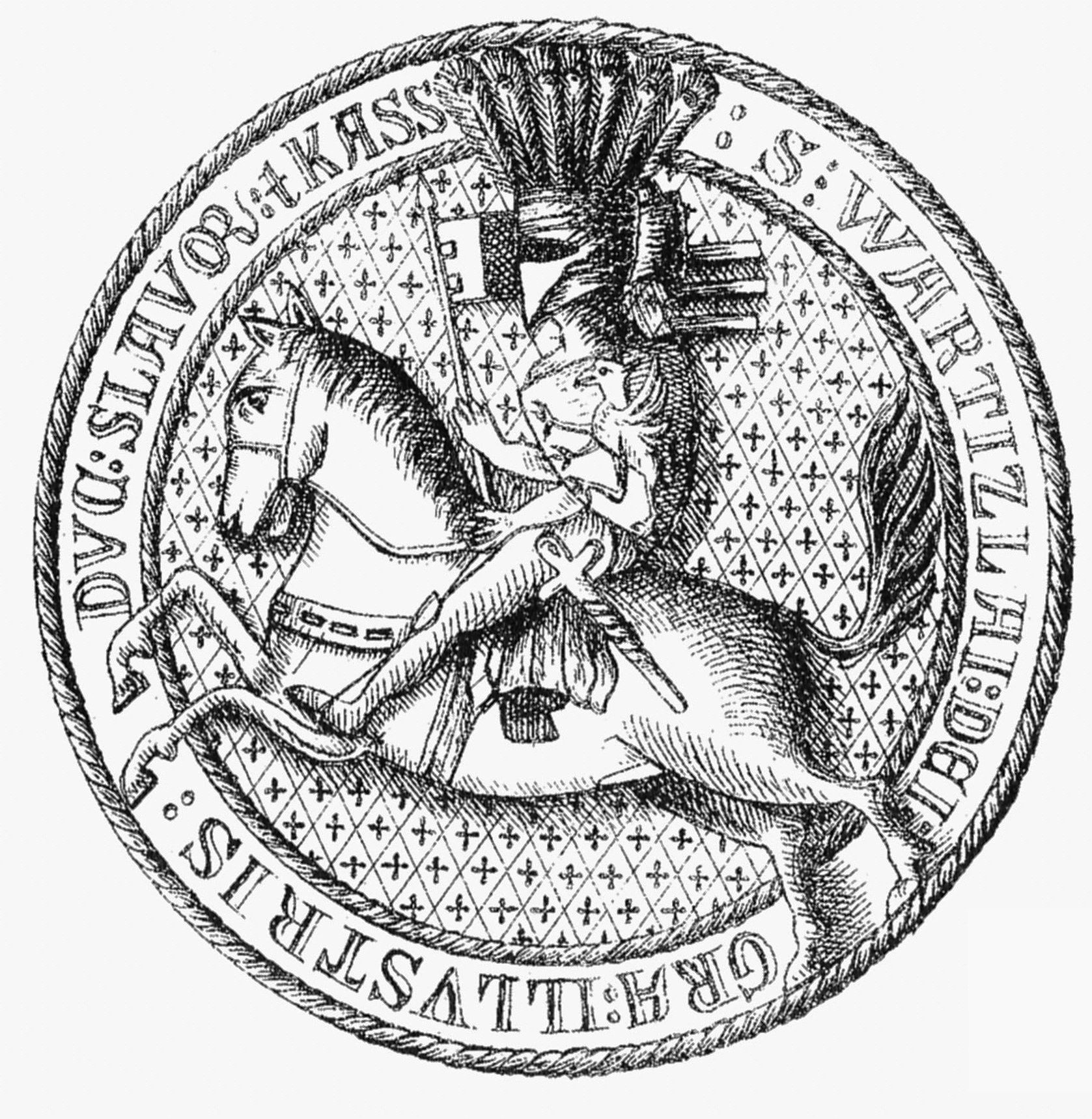
Reitersiegel von Herzog Wartislaw IV., 1309 – Umzeichnung aus Theodor Pyls Pommerschen Geschichtsdenkmälern, 1894

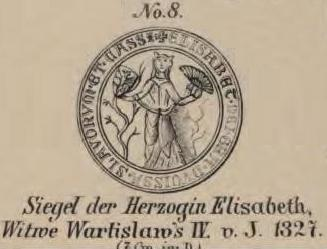
Siegel von Elisabeth, Witwe von Herzog Wartislaw IV., 1327 – Umzeichnung aus Theodor Pyls Pommerschen Geschichtsdenkmälern, 1894

Wartislaw IV. (* vor 1290; † 1. August 1326) war Herzog von Pommern-Wolgast.

## Leben
Wartislaw IV. war Sohn des Herzogs Bogislaw IV. und seiner Gemahlin Margareta von Rügen (eine Tochter des Fürsten Wizlaw II.). Er hatte noch vier Schwestern: Jutta, Elisabeth, Margareta und Eufemia.
Er war verheiratet mit Elisabeth von Lindow-Ruppin und hatte mit ihr drei Söhne:
- Bogislaw V.
- Barnim IV.
- Wartislaw V.

Ab 1309 war Wartislaw IV. Herzog zu Pommern-Wolgast. Er führte für kurze Zeit (1319–1320) als Vormund des minderjährigen Markgrafen Heinrich II. von Brandenburg die Regierungsgeschäfte in Brandenburg und erließ in dieser Eigenschaft beispielsweise am 29. September 1319 eine Landesverordnung für die Neumark. Er schloss 1321 eine Erbeinung mit dem Fürstentum Rügen, die bereits 1325 wirksam wurde. Während seine Herrschaftsübernahme im Fürstentum Rügen offenbar widerspruchslos hingenommen wurde, kam es nach seinem bereits 1326 erfolgten Tod zu jahrelangen Erbkriegen gegen Mecklenburg, in denen sich Pommern letztlich behauptete.
Außerdem erweiterte er 1317 sein Herrschaftsgebiet im Osten durch die Erwerbung der Länder Schlawe-Stolp aus der Erbmasse der Herzöge von Pommerellen von der Mark Brandenburg.
Für die Berliner Siegesallee gestaltete August Kraus eine marmorne Büste Wartislaws als Nebenfigur der Denkmalgruppe 9 neben dem zentralen Standbild für Heinrich das Kind, Brandenburg, enthüllt am 22. März 1900.